# Clover Hope
Clover Hope (Guyana, 19??) és una periodista musical guyanesa-estatunidenca i professora adjunta a la Universitat de Nova York. Hope va emigrar a la Ciutat de Nova York quan tenia tres anys i va créixer entre Brooklyn i Reines. Es va graduar magna cum laude, a la Universitat de Nova York, amb una llicenciatura en periodisme.
El 2005, en acabar els seus estudis, Hope va aconseguir la seva primera feina de periodista, treballant com editora en línia per Billboard. Després treballaria durant tres anys a XXL, una revista de hip-hop, i posteriorment passaria a ser editora sènior a Vibe, una revista de música i entreteniment. L'any 2014, va ser contractada com a escriptora en plantilla per Jezebel, un lloc web de notícies i cultura dirigit a les dones. Va deixar aquest càrrec el 2020. La seva feina també ha aparegut en altres mitjans, com ara, The Village Voice, ESPN, GQ, i Harper's Bazaar. Des del 2020 ha estat editora col·laboradora a Pitchfork.
La presentació de Beyoncé, el setembre de 2018, per Vogue inclouria una editorial amb una entrevista de Hope. L'escriptora ha col·laborat més vegades amb Beyoncé com a coescriptora, per exemple a Black Is King (2020). L'any 2021, Hope va ser coproductora executiva de Black Renaissance, un especial de Youtube Originals sobre art i cultura negres que fou estrenat el 26 de febrer d'aquell mateix any.
El seu primer llibre The Motherlode: 100+ Women Who Made Hip-Hop va ser publicat l'any 2021. En aquest llibre es faria un repàs a dones icòniques del hip-hop com Roxanne Shanté i Nicki Minaj, a més de proporcionar informació sobre el context històric, així com les perspectives de les artistes presentades. La periodista cita l'obra de DMX It's Dark and Hell is Hot i l'obra de Missy Elliott com les dues fonts d'inspiració pel seu amor envers el hip-hop.